# Exton (Hampshire)
Pour les articles homonymes, voir Exton.
Exton est une paroisse civile et un village du Hampshire, en Angleterre.